# Zoltán Fodor
Zoltán Fodor, född den 29 juli 1985 i Budapest, Ungern, är en ungersk brottare som tog OS-silver i mellanviktsbrottning i den grekisk-romerska klassen 2008 i Peking. 